# Calle del Sol (Oviedo)
La calle del Sol es una vía pública de la ciudad española de Oviedo.

## Descripción
La calle, que debe su título a la estrella más cercana por estar situada al este de la ciudad, nace de la plaza de la Constitución, en la esquina con la del Peso, y discurre hasta llegar a la calle Oscura. Tiene cruce con la calle Cimadevilla y con Carpio. Aparece descrita en El libro de Oviedo (1887) de Fermín Canella y Secades con las siguientes palabras:

Sol.—A su posición desahogada al oriente es probable que deba su nombre. Narrando Tirso de Avilés la llegada del ejército de 24 banderas dice: "Fuéron bien comedidos los más de los dichos soldados aunque eran muchos, de manera que no hubo desgarro en ellos ni entre ellos, que fuese notable, escepto el día que aportaron á esta ciudad que un alférez mató en la calle del Sol á otro alférez sobre una gineta ó venablo, que era insignia del alferazgo; el muerto pretendía era suya, sobre lo cual se alteró todo el ejército y el matador se acogió al monasterio de Santo Domingo. El Maestre de campo le hizo sacar y contra él procedió con censuras el obispo D. Diego Aponte de Quiñones, hasta que fué restituído á la iglesia".—Ent.: Plaza de la Consticución.—Conc.: Santo Domingo.
(Canella y Secades, 1887, pp. 126-127)